# WAMP
WAMP é acrônimo para a combinação:
- Windows
- Apache
- MySQL
- PHP - Perl - Python

WAMP é o termo usado para denominar os softwares que efetuam a instalação automática de vários softwares de forma que facilitem e agilizem a instalação dos mesmos.
Em geral é usado WAMP para dizer que é um instalador de Apache, Mysql e PHP para Windows, sendo denominados como LAMP os softwares que têm a mesma destinação para sistemas operacionais LINUX e MAMP para Macintosh.
LAMP é acrônimo para a combinação:
- Linux
- Apache
- MySQL
- PHP - Perl - Python

MAMP é acrônimo para a combinação:
- Macintosh
- Apache
- MySQL
- PHP - Perl - Python

Na indústria é conhecido como LAMP for Wimps.